# Eigil Nielsen (1948–2019)
Eigil Nielsen (ur. 6 grudnia 1948 w Tårsie, zm. 26 grudnia 2019 w Hjørring) – duński piłkarz występujący na pozycji napastnika.

## Kariera klubowa
Nielsen karierę rozpoczynał w 1966 roku w zespole Hjørring IF, a w 1970 roku został graczem pierwszoligowego klubu KB. Spędził tam dwa sezony, a potem odszedł do szwajcarskiego FC Winterthur, grającego w pierwszej lidze. Grał tam do końca sezonu 1973/1974. W 1974 roku przeniósł się do innego pierwszoligowca, FC Basel. W sezonie 1974/1975 zdobył z nim Puchar Szwajcarii, a w sezonie 1976/1977 mistrzostwo Szwajcarii.
W 1978 roku Nielsen odszedł do drugoligowego FC Luzern. W sezonie 1978/1979 awansował z nim do pierwszej ligi. W 1980 roku zakończył karierę.

## Kariera reprezentacyjna
W reprezentacji Danii Nielsen zadebiutował 28 lipca 1971 w wygranym 3:2 towarzyskim meczu z Japonią. W latach 1971–1975 w drużynie narodowej rozegrał 10 spotkań.